# Страйк російської Вікіпедії
Стра́йк росі́йської Вікіпе́дії — закриття російської Вікіпедії 10 липня 2012 року на знак протесту проти запропонованих поправок до закону № 89417-6 «Про інформацію», обговорення яких триватимуть у Державній Думі Російської Федерації 10 липня 2012 року. Ці поправки можуть стати основою для реальної цензури в мережі Інтернет — формування списку заборонених сайтів і IP-адрес з їхньою подальшою фільтрацією.

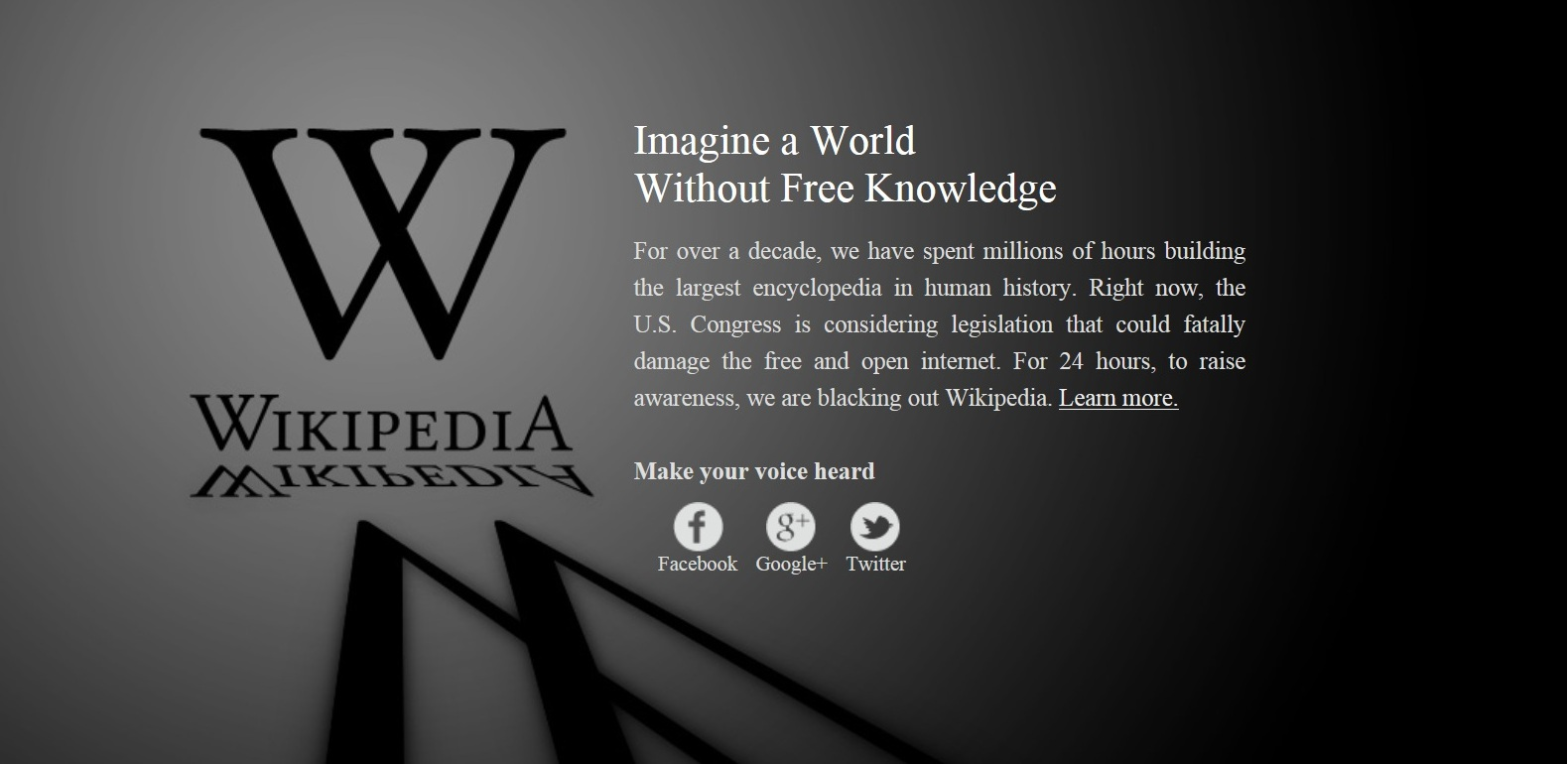
Протест Вікіпедії. Так виглядала кожна сторінка англійської Вікіпедії 18 січня 2012

Лобісти та прихильники цих поправок, переконують, що законопроєкт спрямований виключно проти поширеної в мережі дитячої порнографії «і тому подібних речей». Проте російські вікіпедисти вважають, що зміни, винесені на обговорення, можуть стати причиною створення в Росії чогось на кшталт «великого китайського фаєрволу». Російське законодавство в практичному застосуванні свідчить про високу ймовірність найгіршого сценарію, який передбачає закриття доступу до Вікіпедії на території всієї країни.

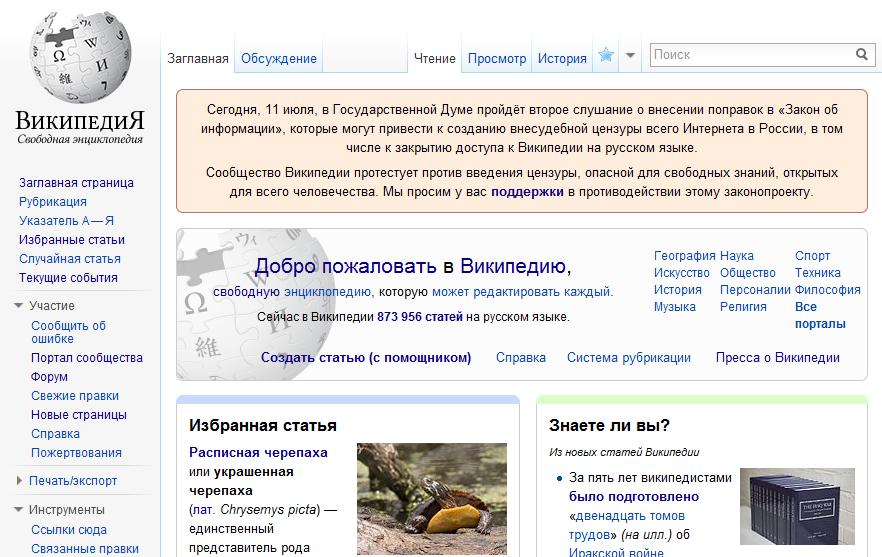
Так виглядала головна сторінка російської Вікіпедії 11 липня 2012 року

10 липня 2012 року проходитиме друге читання закону в Державній думі Російської Федерації. Поправки набудуть чинності в день підписання закону Президентом Російської Федерації після третього читання, дата якого поки що не визначена.

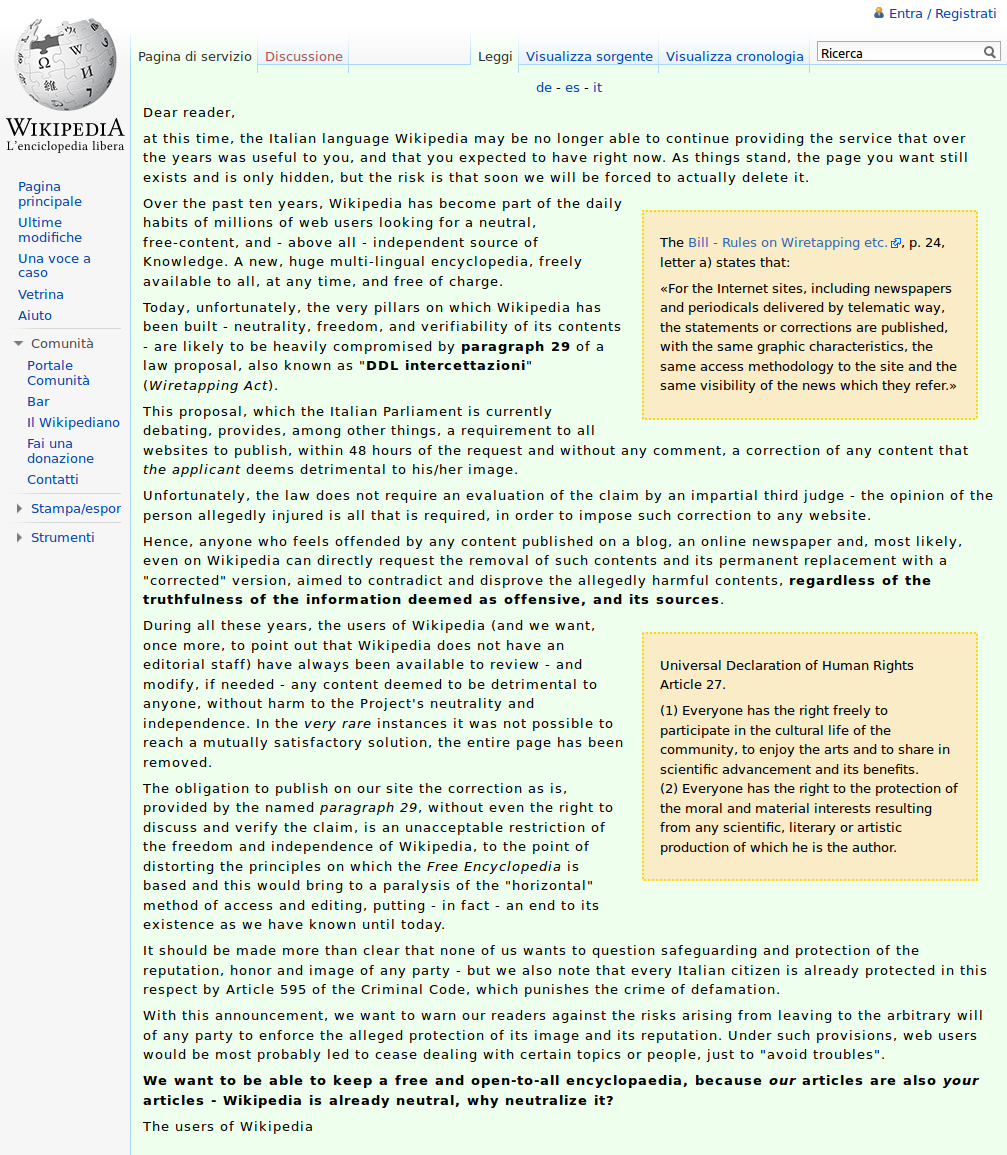
Так виглядала кожна сторінка Італійської Вікіпедії 4 жовтня 2011

Раніше аналогічні акції протестів влаштовували 4 жовтня 2011 року на італійській Вікіпедії проти законопроєкту «DDL intercettazioni» (Закону «Про прослуховування») та на Англомовній Вікіпедії 18 січня 2012 року проти прийняття Палатою представників США закону «Про боротьбу з інтернет-піратством» i та Сенатом США «Про запобігання реальним інтернет-загрозам для творчості та крадіжки інтелектуальної власності».